# Gobiesox eugrammus
Gobiesox eugrammus är en fiskart som beskrevs av Briggs, 1955. Gobiesox eugrammus ingår i släktet Gobiesox och familjen dubbelsugarfiskar. Inga underarter finns listade i Catalogue of Life.